# Monte Budrialto
Il monte Budrialto è un'importante cima dell'Appennino tosco-romagnolo, le cui pendici sono spartite, rispettivamente, tra i comuni di Marradi (l'intera parte meridionale), Modigliana (la parte nord-orientale) e Brisighella (la parte nord-occidentale).

## Descrizione
Il monte Budrialto ha una altezza massima di 687 metri, il che lo rende un'altura di medie dimensioni, se confrontata con le altre dell'Appennino romagnolo poste sulla sua stessa longitudine: è più basso di monte Battaglia (715 m) e di monte Cece (760 m), ma più alto di monte Pompegno (638 m) o di monte Pratello (610 m) nel forlivese. Resta comunque un importante punto di confine fra tre province e un crinale spartiacque tra la valle del fiume Lamone (a sinistra) e del suo affluente, il torrente Marzeno (a destra).